# Zonitis latreillei
Zonitis latreillei es una especie de coleóptero de la familia Meloidae.

## Distribución geográfica
Habita en Timor (Asia).